# نمایه استنادی علوم

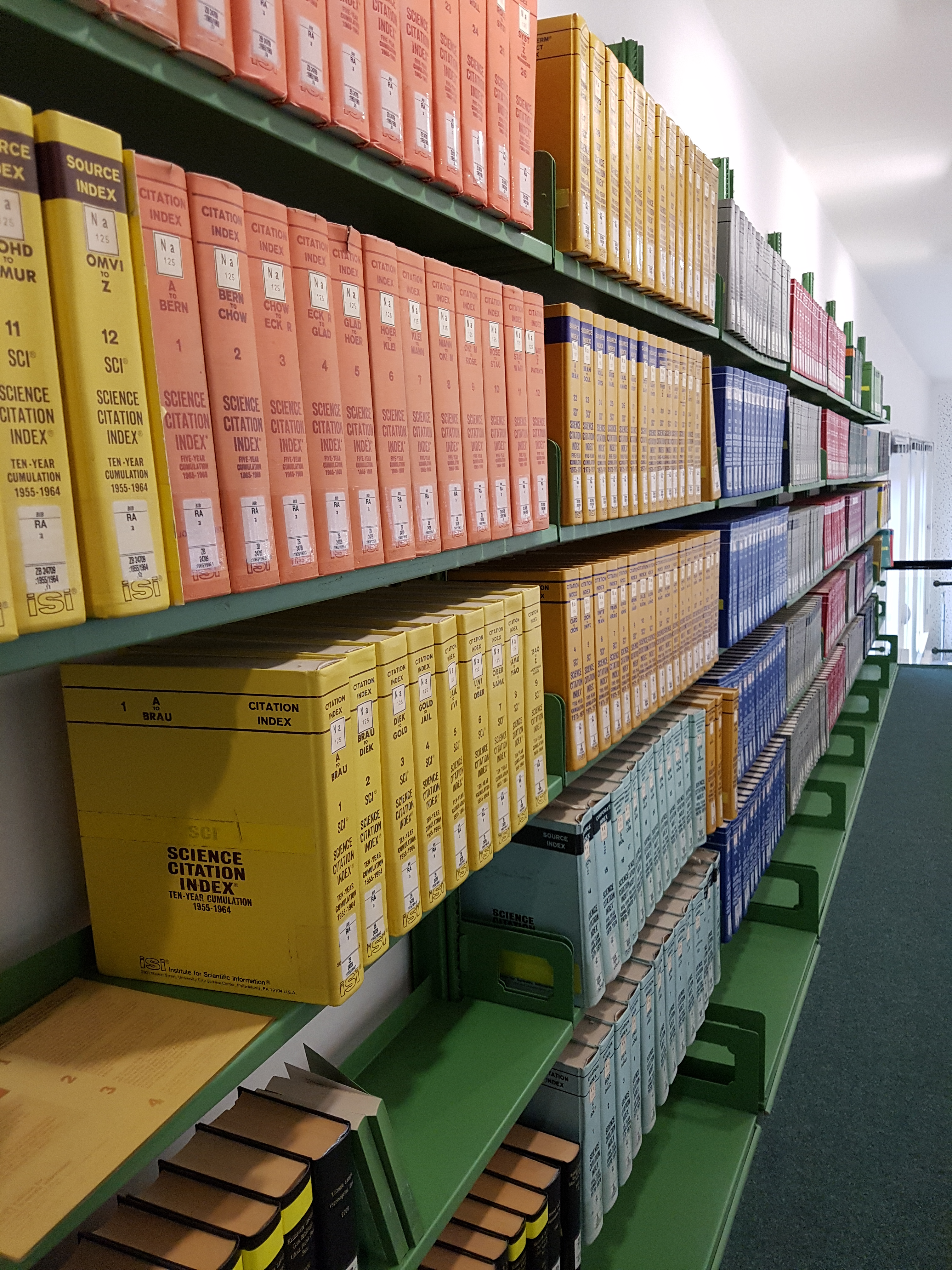
کتابخانه پزشکی ولش در دانشگاه جانز هاپکینز در بالتیمور

نمایه استنادی علوم (به انگلیسی: Science Citation Index) SCI، یک نمایه استنادی است که توسط مؤسسه اطلاعات علمی (آی‌اس‌آی) تولید شده و توسط یوجین گارفیلد در سال ۱۹۶۰ ایجاد شده‌است که در حال حاضر متعلق به کلاریتیو آنالیتیک است. نسخه بزرگتر (نمایه استنادی علوم گسترش یافته) بیش از ۶٬۵۰۰ مجلات قابل توجه، در سراسر ۱۵۰ رشته، از سال ۱۹۰۰ تا حال حاضر را پوشش می‌دهد؛ و او همچنین به‌طور متناوب به عنوان مجلات پیشرو در جهان علم و فناوری، به دلیل فرایند انتخاب دقیق، می‌باشد.
این نمایه از طریق پایگاه وب آو ساینس، به صورت دسترسی آنلاین ایجاد شده‌است. نسخه سی دی و چاپ آن هم نیز وجود دارد، اما تعداد کمتری از مجلات را پوشش می‌دهد.